# Morti il 7 febbraio

## II secolo a.C.(1)
- 130 a.C. - Marco Pacuvio, drammaturgo, poeta e pittore romano (n. 220 a.C.)

## II secolo(1)
- 199 - Lü Bu, condottiero cinese (n. 156)

## VI secolo(2)
- 545 - Lorenzo Maiorano, vescovo e santo italiano
- 590 - Papa Pelagio II, papa e vescovo romano (n. 520)

## X secolo(1)
- 999 - Boleslao II di Boemia, sovrano boemo

## XI secolo(4)
- 1003 - Rozala d'Ivrea, contessa (n. 952)
- 1045 - Go-Suzaku, imperatore giapponese (n. 1009)
- 1065 - Sigfrido I di Sponheim, nobile tedesco
- 1072 - Diarmait mac Máel na mBó, sovrano irlandese

## XII secolo(2)
- 1127 - Ava, poetessa austriaca
- 1165 - Stefano d'Armenia

## XIII secolo(3)
- 1236 - Rizzerio da Muccia, religioso italiano
- 1259 - Tommaso II di Savoia, conte (n. 1199)
- 1277 - Simone Paltanieri, cardinale italiano

## XIV secolo(5)
- 1317 - Roberto di Clermont, conte (n. 1256)
- 1333 - Nikkō, monaco buddista giapponese (n. 1246)
- 1377 - Guglielmo Zucchi, presbitero italiano
- 1391 - Agnese Visconti, nobile italiana (n. 1363)
- 1391 - Antonio da Scandiano, militare italiano (n. 1366)

## XV secolo(3)
- 1414 - Francesco Crippa, arcivescovo cattolico italiano
- 1460 - Giulio Ascanio Boiardo, nobile
- 1481 - Giulio Antonio I Acquaviva d'Aragona, nobile e condottiero italiano

## XVI secolo(12)
- 1520 - Alfonsina Orsini, nobildonna italiana (n. 1472)
- 1530 - Enrique de Cardona, cardinale e arcivescovo cattolico spagnolo (n. 1485)
- 1547 - Federico Delfino, astronomo, filosofo e matematico italiano (n. 1477)
- 1559 - Girolamo Appiani d'Aragona, nobile e militare italiano (n. 1485)
- 1560 - Baccio Bandinelli, scultore e pittore italiano (n. 1488)
- 1569 - Irobe Katsunaga, militare giapponese
- 1573 - Edvige Jagellona (n. 1513)
- 1582 - Tiberio Deciani, giurista e avvocato italiano (n. 1509)
- 1592 - Girolamo della Rovere, cardinale e arcivescovo cattolico italiano (n. 1530)
- 1594 - Barnabe Googe, poeta inglese (n. 1540)
- 1596 - Giorgio I d'Assia-Darmstadt (n. 1547)
- 1598 - Jacob III Fugger, banchiere, mercante e nobile tedesco (n. 1542)

## XVII secolo(19)
- 1601 - Martin Garzez, militare spagnolo (n. 1526)
- 1603 - Gulbadan Begum, principessa e scrittrice indiana (n. 1523)
- 1603 - Hermann Wilken, umanista e matematico tedesco (n. 1522)
- 1611 - Ruprecht von Eggenberg, generale austriaco (n. 1546)
- 1626 - Guglielmo V di Baviera, duca (n. 1548)
- 1632 - Margherita Gonzaga di Lorena, nobildonna italiana (n. 1591)
- 1639 - Orazio Gentileschi, pittore italiano (n. 1563)
- 1643 - Mikołaj Szyszkowski, politico (n. 1590)
- 1644 - Gaspar Salgado Gayoso, vescovo cattolico spagnolo
- 1644 - Giovanni d'Enrico, architetto e scultore italiano (n. 1559)
- 1649 - Giovanni Tommaso Malloni, vescovo cattolico e teologo italiano (n. 1579)
- 1654 - Fulgenzio Micanzio, teologo e storico italiano (n. 1570)
- 1657 - Cesare Dandini, pittore italiano (n. 1596)
- 1661 - Shah Shuja, principe indiano (n. 1616)
- 1680 - Adriano Torelli, nobile italiano (n. 1609)
- 1690 - Mario Mattei Orsini, II duca di Paganica, nobile, militare e mecenate italiano (n. 1641)
- 1691 - Paolo Naldini, scultore italiano (n. 1616)
- 1692 - Fernando de Valenzuela, politico spagnolo (n. 1636)
- 1693 - Paul Pellisson, scrittore e storico francese (n. 1624)

## XVIII secolo(23)
- 1702 - Leonardo Cozzando, scrittore e religioso italiano (n. 1620)
- 1705 - Mary Dering, nobildonna e compositrice inglese (n. 1629)
- 1712 - Matthias Alban, liutaio austriaco (n. 1634)
- 1723 - Isabella FitzRoy, duchessa di Grafton, nobile inglese (n. 1668)
- 1723 - Carlo Francesco Pollarolo, compositore e organista italiano
- 1728 - Niccolò Caracciolo, cardinale italiano (n. 1658)
- 1731 - Crisanto di Gerusalemme, vescovo ortodosso greco
- 1734 - Cristiano Ulrico II di Württemberg-Wilhelminenort, generale prussiano (n. 1691)
- 1735 - Niccolò Forteguerri, poeta e presbitero italiano (n. 1674)
- 1740 - Tommaso Campailla, filosofo, poeta e medico italiano (n. 1668)
- 1743 - Lodovico Giustini, compositore, organista e clavicembalista italiano (n. 1685)
- 1749 - André Cardinal Destouches, compositore francese (n. 1672)
- 1750 - Algernon Seymour, VII duca di Somerset, militare e politico britannico (n. 1684)
- 1753 - Giovanni Alberto Ristori, compositore e organista italiano (n. 1692)
- 1762 - Jean-Baptiste Desmarets, generale francese (n. 1682)
- 1763 - Christoph Schaffrath, compositore tedesco (n. 1709)
- 1777 - Domenico Gregorini, architetto italiano (n. 1692)
- 1779 - William Boyce, compositore e organista inglese (n. 1711)
- 1781 - Anna Maria Schwegelin, francese (n. 1729)
- 1782 - Ferdinando Fuga, architetto italiano (n. 1699)
- 1791 - Nicolas-François Gillet, scultore francese (n. 1712)
- 1798 - Alberto Maria Capobianco, arcivescovo cattolico italiano (n. 1708)
- 1799 - Qianlong, imperatore cinese (n. 1711)

## XIX secolo(98)
- 1801 - Daniel Chodowiecki, pittore e incisore tedesco (n. 1726)
- 1801 - Serafino Vitale, vescovo cattolico italiano (n. 1738)
- 1802 - Jacques Léopold de La Tour d'Auvergne, nobile francese (n. 1746)
- 1804 - William Bingham, politico statunitense (n. 1752)
- 1805 - Inthavong, sovrano laotiano
- 1808 - Ove Høegh-Guldberg, politico e teologo danese (n. 1731)
- 1808 - Jan van Os, pittore olandese (n. 1744)
- 1812 - Egidio Maria da Taranto, religioso italiano (n. 1729)
- 1814 - Jean-Nicolas Démeunier, politico e saggista francese (n. 1751)
- 1815 - Salomone II d'Imerezia, re (n. 1772)
- 1816 - Giovanni da Triora, presbitero e missionario italiano (n. 1760)
- 1818 - Ennio Quirino Visconti, archeologo, politico e museologo italiano (n. 1751)
- 1819 - Johan David Åkerblad, diplomatico e orientalista svedese (n. 1763)
- 1819 - August Wilhelm Hupel, linguista tedesco (n. 1737)
- 1820 - Zamor, rivoluzionario francese (n. 1762)
- 1821 - Sefer Ali-Bey Shervashidze, principe abcaso
- 1823 - Ann Radcliffe, scrittrice britannica (n. 1764)
- 1826 - Angelo Da Campo, pittore italiano (n. 1735)
- 1827 - George Beaumont, nobile, mecenate e collezionista d'arte britannico (n. 1753)
- 1827 - Giuseppe Velasco, pittore italiano (n. 1750)
- 1828 - Aron Fernando, saggista e traduttore italiano (n. 1761)
- 1828 - Henri-François Riesener, pittore francese (n. 1767)
- 1830 - Pascal François Joseph Gossellin, numismatico, geografo e storico francese (n. 1751)
- 1830 - Gaetano Palloni, medico italiano (n. 1766)
- 1834 - Louis Antoine Fauvelet de Bourrienne, diplomatico e politico francese (n. 1769)
- 1834 - Cadwallader D. Colden, politico statunitense (n. 1769)
- 1837 - Gustavo IV Adolfo di Svezia, re (n. 1778)
- 1838 - Francesco Saverio Petroni, politico e funzionario italiano (n. 1766)
- 1839 - Giovanni Conia, abate e poeta italiano (n. 1752)
- 1839 - Karl August Nicander, poeta svedese (n. 1799)
- 1840 - Blas Parera, compositore spagnolo (n. 1777)
- 1842 - François Bouchot, pittore e incisore francese (n. 1800)
- 1844 - Luigi Canonica, architetto e urbanista svizzero (n. 1762)
- 1853 - Tommaso Gazzarrini, pittore italiano (n. 1790)
- 1853 - Robert Lucas, politico statunitense (n. 1781)
- 1854 - Thomas Fitzpatrick, esploratore statunitense (n. 1799)
- 1855 - Abel Hugo, scrittore e critico letterario francese (n. 1798)
- 1856 - Rosalie Rendu, religiosa francese (n. 1786)
- 1857 - Félix de Mérode, politico belga (n. 1791)
- 1859 - Agostino Codazzi, geografo, cartografo e generale italiano (n. 1793)
- 1859 - Moritz Ludwig George Wichmann, astronomo tedesco (n. 1821)
- 1859 - Anton Aloys Wolf, vescovo cattolico sloveno (n. 1782)
- 1860 - Giovanni Giuseppe Cappellari, vescovo cattolico e teologo italiano (n. 1772)
- 1862 - Benedetto Brunati, architetto e ingegnere italiano (n. 1784)
- 1862 - Francisco Martínez de la Rosa, poeta, drammaturgo e politico spagnolo (n. 1787)
- 1862 - Prosper Menière, medico e scienziato francese (n. 1799)
- 1862 - František Škroup, compositore e direttore d'orchestra ceco (n. 1801)
- 1863 - Fortunato Duranti, pittore e collezionista d'arte italiano (n. 1787)
- 1864 - Vuk Stefanović Karadžić, linguista, scrittore e etnologo serbo (n. 1787)
- 1865 - Antonio Pestalozza, politico italiano (n. 1784)
- 1867 - José Eduvigis Díaz, generale paraguaiano (n. 1833)
- 1869 - Léonard Victor Charner, ammiraglio francese (n. 1797)
- 1869 - Henry Paget, II marchese di Anglesey, nobile e politico britannico (n. 1797)
- 1870 - Pietro Cuppari, agronomo italiano (n. 1816)
- 1871 - Leopoldina del Brasile, principessa brasiliana (n. 1847)
- 1871 - Agostino Molino, politico italiano
- 1871 - Eugénie Smet, religiosa francese (n. 1825)
- 1871 - Heinrich Steinweg, pianista e imprenditore tedesco (n. 1797)
- 1872 - Martin John Spalding, arcivescovo cattolico statunitense (n. 1810)
- 1873 - Bhagwant Singh, principe indiano (n. 1824)
- 1873 - Vincenzo Gallo Arcuri, poeta, patriota e rivoluzionario italiano (n. 1826)
- 1873 - Sheridan Le Fanu, scrittore irlandese (n. 1814)
- 1876 - Karl von Meck, imprenditore russo (n. 1821)
- 1876 - Giuseppe Riva, presbitero e saggista italiano (n. 1803)
- 1878 - Papa Pio IX, papa, arcivescovo cattolico e cardinale italiano (n. 1792)
- 1879 - Giovanni Bezzi, politico italiano (n. 1796)
- 1880 - Franz Ferdinand Benary, orientalista tedesco (n. 1805)
- 1881 - Fredrik Cygnaeus, scrittore, poeta e critico letterario finlandese (n. 1807)
- 1881 - Elisabetta di Thurn und Taxis, principessa tedesca (n. 1860)
- 1882 - Édouard de Bièfve, pittore belga (n. 1808)
- 1883 - Carlo Giordano, politico italiano (n. 1814)
- 1884 - Johann Friedrich Julius Schmidt, astronomo e geofisico tedesco (n. 1825)
- 1885 - Iwasaki Yatarō, imprenditore giapponese (n. 1835)
- 1885 - Ippolit Nikitič Myškin, rivoluzionario russo (n. 1848)
- 1886 - Alessandro Raffaele Torlonia, banchiere italiano (n. 1800)
- 1887 - Charles Poplimont, romanziere e storico belga (n. 1821)
- 1887 - Karl Schroeder, ginecologo tedesco (n. 1838)
- 1888 - Alessandro Calandrelli, politico e militare italiano (n. 1805)
- 1890 - Giulio Ajani, patriota e imprenditore italiano (n. 1835)
- 1892 - Edoardo de Launay, diplomatico italiano (n. 1820)
- 1893 - Anna Maria Adorni, religiosa italiana (n. 1805)
- 1893 - Giuseppe Valmarana, politico italiano (n. 1817)
- 1894 - Johannes Dümichen, egittologo tedesco (n. 1833)
- 1894 - Adolphe Sax, inventore belga (n. 1814)
- 1896 - Harry Grove, tennista britannico (n. 1862)
- 1897 - Alessandro Ciaccio, patriota italiano (n. 1818)
- 1897 - Galileo Ferraris, ingegnere e scienziato italiano (n. 1847)
- 1897 - Claude Thomas Alexis Jordan, botanico francese (n. 1814)
- 1897 - Maurizio Sacchi, scienziato e esploratore italiano (n. 1864)
- 1897 - John Bates Thurston, diplomatico e politico britannico (n. 1836)
- 1898 - Adolfo Farsari, fotografo italiano (n. 1841)
- 1898 - Carmelo Sciuto Patti, architetto, ingegnere e geologo italiano (n. 1829)
- 1899 - Augusto Benvenuti, scultore italiano (n. 1839)
- 1900 - Jules Adenis, drammaturgo, librettista e giornalista francese (n. 1821)
- 1900 - Petko Vojvoda, rivoluzionario e patriota bulgaro (n. 1844)
- 1900 - Achille Sfondrini, architetto italiano (n. 1836)
- 1900 - Francesco Sprovieri, giurista e politico italiano (n. 1826)
- 1900 - Adolph Carl von Rothschild, banchiere tedesco (n. 1823)

## XX secolo(259)
- 1901 - Francesco Raffaele Curzio, patriota, poeta e politico italiano (n. 1822)
- 1901 - Oscar Xavier Schlömilch, matematico tedesco (n. 1823)
- 1901 - Alan Stewart, X conte di Galloway, politico scozzese (n. 1835)
- 1902 - Thomas Sidney Cooper, pittore inglese (n. 1803)
- 1903 - James Glaisher, meteorologo, astronomo e scienziato inglese (n. 1809)
- 1905 - Andrea Carlo Agostino Del Santo, ammiraglio e politico italiano (n. 1830)
- 1908 - Ernesto I di Sassonia-Altenburg, duca (n. 1826)
- 1908 - Aleksandr Ivanovič Ėrtel', romanziere russo (n. 1855)
- 1908 - Johannes Zehngraf, miniatore danese (n. 1857)
- 1909 - Catulle Mendès, poeta, scrittore e librettista francese (n. 1841)
- 1912 - Enrico Gismondi, orientalista italiano (n. 1850)
- 1912 - Sophia Jex-Blake, medico inglese (n. 1840)
- 1914 - Joseph Auguste Émile Vaudremer, architetto francese (n. 1829)
- 1915 - Luigi Bolongaro, pittore italiano (n. 1874)
- 1915 - Scipione Tecchi, cardinale italiano (n. 1854)
- 1916 - Archibald Hay-Drummond, XIII conte di Kinnoull, nobile e ufficiale britannico (n. 1855)
- 1916 - Ludwika Szczęsna, religiosa polacca (n. 1863)
- 1917 - Andrea Malfatti, scultore italiano (n. 1832)
- 1917 - Giovanni Sartori, patriota italiano (n. 1836)
- 1918 - Remigio Bartalini, politico e avvocato italiano (n. 1839)
- 1918 - Aleksandr Sergeevič Taneev, nobile, politico e compositore russo (n. 1850)
- 1918 - Vladimiro, religioso e santo russo (n. 1848)
- 1919 - Émile Laporte, scultore e pittore francese (n. 1841)
- 1920 - Aleksandr Vasil'evič Kolčak, esploratore, ammiraglio e politico russo (n. 1874)
- 1920 - Giacinto Romano, storico italiano (n. 1854)
- 1921 - Enrico Bruna, canottiere italiano (n. 1880)
- 1922 - Bəhruz Kəngərli, pittore azero (n. 1892)
- 1923 - Julio Flórez, poeta colombiano (n. 1867)
- 1923 - Pasquale Masciantonio, politico italiano (n. 1869)
- 1924 - Felix von Luschan, medico austriaco (n. 1854)
- 1925 - Carlo Cainelli, incisore e pittore italiano (n. 1896)
- 1925 - Karl Oswald Victor Engler, chimico tedesco (n. 1842)
- 1926 - Paolo Castelnuovo, imprenditore italiano (n. 1861)
- 1926 - William Evans Hoyle, zoologo britannico (n. 1855)
- 1928 - Charles David Barry, tennista e crickettista irlandese (n. 1859)
- 1928 - Adolfo De Carolis, pittore, restauratore e decoratore italiano (n. 1874)
- 1928 - Emil Ritterling, storico e archeologo tedesco (n. 1861)
- 1929 - Karl Julius Beloch, storico tedesco (n. 1854)
- 1930 - Tom Seidmann-Freud, pittrice e illustratrice austriaca (n. 1892)
- 1931 - Jules Thiry, pallanuotista belga (n. 1898)
- 1931 - Tommaso Tittoni, diplomatico e politico italiano (n. 1855)
- 1932 - Charles Janet, chimico francese (n. 1849)
- 1932 - Luis Menéndez Pidal, pittore e decoratore spagnolo (n. 1861)
- 1932 - Pierre Moussette, velista francese (n. 1861)
- 1933 - Albert Apponyi, diplomatico ungherese (n. 1846)
- 1934 - Remigio Sabbadini, filologo e latinista italiano (n. 1850)
- 1934 - Leone Zamenhof, medico e esperantista polacco (n. 1875)
- 1935 - Théodore Gosselin, storico e drammaturgo francese (n. 1855)
- 1935 - Lewis Grassic Gibbon, scrittore scozzese (n. 1901)
- 1935 - Gaetano Müller, vescovo cattolico italiano (n. 1850)
- 1935 - Frederick Warde, attore teatrale e attore cinematografico britannico (n. 1851)
- 1936 - Elizabeth Pennell, scrittrice statunitense (n. 1855)
- 1936 - Luigi Sincero, cardinale e arcivescovo cattolico italiano (n. 1870)
- 1937 - Charlie Brooks, pistard britannico (n. 1881)
- 1937 - Elihu Root, politico statunitense (n. 1845)
- 1937 - Augustine Francis Schinner, vescovo cattolico statunitense (n. 1863)
- 1938 - Harvey Samuel Firestone, imprenditore statunitense (n. 1868)
- 1938 - Francis Gladheim Pease, astronomo statunitense (n. 1881)
- 1939 - Antonio Callea, militare italiano (n. 1894)
- 1939 - Boris Dmitrievič Grigor'ev, pittore, poeta e grafico russo (n. 1886)
- 1939 - Alfredo Müller, pittore italiano (n. 1869)
- 1939 - Anselmo Polanco Fontecha, vescovo cattolico spagnolo (n. 1881)
- 1939 - Mario Ricci, militare italiano (n. 1914)
- 1939 - Carl Joseph Schröter, botanico svizzero (n. 1855)
- 1940 - Gaetano Ronzoni, medico italiano (n. 1878)
- 1941 - Giuseppe Tellera, generale italiano (n. 1882)
- 1941 - Ludovico Tommasi, pittore e incisore italiano (n. 1866)
- 1942 - Ivan Jakovlevič Bilibin, pittore e illustratore russo (n. 1876)
- 1942 - Roberto Maretto, aviatore italiano (n. 1892)
- 1942 - Dorando Pietri, maratoneta e mezzofondista italiano (n. 1885)
- 1943 - Sigrid Arnoldson, soprano svedese (n. 1861)
- 1943 - Luciano Franco, ingegnere e architetto italiano (n. 1868)
- 1943 - Arthur Rosenberg, storico tedesco (n. 1889)
- 1943 - Kaj af Ekström, pattinatore artistico su ghiaccio svedese (n. 1899)
- 1944 - Lina Cavalieri, soprano e attrice italiana (n. 1874)
- 1944 - Giovanni Falorni, compositore e direttore di banda italiano (n. 1862)
- 1944 - Gianfranco Mattei, chimico e partigiano italiano (n. 1916)
- 1944 - Robert E. Park, sociologo statunitense (n. 1864)
- 1945 - Mario Bassi, giornalista e scrittore italiano (n. 1886)
- 1945 - Francesco De Gregori, militare e partigiano italiano (n. 1910)
- 1945 - Aldo Finzi, compositore italiano (n. 1897)
- 1945 - Frédéric Sy, astronomo francese (n. 1861)
- 1945 - Elda Turchetti, operaia e partigiana italiana (n. 1923)
- 1946 - Giovanni Folchi, aviatore italiano (n. 1916)
- 1948 - Alf Aanning, ginnasta norvegese (n. 1896)
- 1948 - Poul Heegaard, matematico danese (n. 1871)
- 1948 - André Utter, pittore francese (n. 1886)
- 1949 - Eugenio Graziosi, militare e politico italiano (n. 1870)
- 1950 - Sebastián Chiola, attore argentino (n. 1902)
- 1950 - Giuseppe Polvara, presbitero, architetto e pittore italiano (n. 1884)
- 1950 - Bonifatius Sauer, vescovo cattolico, abate e missionario tedesco (n. 1877)
- 1950 - Settimio Zimarino, religioso e compositore italiano (n. 1885)
- 1951 - Florent du Bois de La Villerabel, arcivescovo cattolico francese (n. 1877)
- 1952 - Norman Douglas, scrittore britannico (n. 1868)
- 1952 - Philip G. Epstein, sceneggiatore statunitense (n. 1909)
- 1952 - Sebastião da Gama, poeta e docente portoghese (n. 1924)
- 1952 - Pete Henry, giocatore di football americano e allenatore di football americano statunitense (n. 1897)
- 1952 - Fritz Schmedes, militare tedesco (n. 1894)
- 1954 - Paul Duden, chimico tedesco (n. 1868)
- 1954 - Paul von Schoenaich, militare e giornalista tedesco (n. 1866)
- 1954 - Battling Nelson, pugile danese (n. 1882)
- 1955 - Elisabeth Sanxay Holding, scrittrice statunitense (n. 1889)
- 1955 - Rikard Nordstrøm, ginnasta danese (n. 1893)
- 1955 - Arturo Zanieri, pittore italiano (n. 1870)
- 1956 - Luigi Messedaglia, politico e medico italiano (n. 1874)
- 1957 - Agostino Felice Addeo, vescovo cattolico italiano (n. 1876)
- 1957 - Mykola Cegel'skij, presbitero ucraino (n. 1896)
- 1957 - Félix Goblet d'Alviella, schermidore belga (n. 1884)
- 1957 - Rudolph Réti, compositore e pianista statunitense (n. 1885)
- 1957 - Luigi Solari, ingegnere italiano (n. 1873)
- 1957 - Werner Stuber, cavaliere svizzero (n. 1900)
- 1957 - Petro Werhun, presbitero ucraino (n. 1890)
- 1958 - Hjalmar Davidsen, regista danese (n. 1879)
- 1958 - Edgar Jones, regista, attore e produttore cinematografico statunitense (n. 1874)
- 1958 - Luigi Lombardi, politico e ingegnere italiano (n. 1867)
- 1958 - Vladimir Nikolaevič Losskij, filosofo e teologo russo (n. 1903)
- 1959 - Guitar Slim, chitarrista statunitense (n. 1926)
- 1959 - Nap Lajoie, giocatore di baseball e allenatore di baseball statunitense (n. 1874)
- 1959 - Daniel François Malan, politico sudafricano (n. 1874)
- 1959 - Enrico Simonini, calciatore italiano (n. 1900)
- 1960 - Camillo Giussani, avvocato, dirigente d'azienda e latinista italiano (n. 1879)
- 1960 - Igor' Vasil'evič Kurčatov, fisico sovietico (n. 1903)
- 1960 - Enrico La Loggia, politico italiano (n. 1872)
- 1960 - Gilbert Vernam, ingegnere statunitense (n. 1890)
- 1962 - Camillo Caironi, arbitro di calcio italiano (n. 1900)
- 1962 - Alberto Mannerini, generale italiano (n. 1891)
- 1962 - Filippo De Nobili, scrittore italiano (n. 1875)
- 1963 - Primo Andrighetto, calciatore italiano (n. 1917)
- 1963 - John Daley, pugile statunitense (n. 1909)
- 1963 - Learco Guerra, ciclista su strada, pistard e dirigente sportivo italiano (n. 1902)
- 1963 - Ferdinand Vasserot, pistard francese (n. 1881)
- 1964 - Flaminio Bertoni, designer e scultore italiano (n. 1903)
- 1964 - Sofoklīs Venizelos, politico greco (n. 1894)
- 1965 - Viola Desmond, imprenditrice canadese (n. 1914)
- 1965 - Luis Giannattasio, ingegnere e politico uruguaiano (n. 1894)
- 1965 - Joseph Joanovici, mercante russo (n. 1905)
- 1965 - Lee Hoi-chuen, cantante, attore teatrale e attore hongkonghese (n. 1901)
- 1965 - Nance O'Neil, attrice statunitense (n. 1874)
- 1966 - Renata Bianchi, ginnasta italiana (n. 1926)
- 1966 - Giuseppe Varriale, magistrato e politico italiano (n. 1883)
- 1967 - Lajos Egri, drammaturgo e scrittore ungherese (n. 1888)
- 1968 - Francesco Maria Franco, vescovo cattolico italiano (n. 1877)
- 1968 - Ivan Aleksandrovič Pyr'ev, regista e sceneggiatore russo (n. 1901)
- 1969 - Enrico Greppi, medico italiano (n. 1896)
- 1970 - Abe Attell, pugile statunitense (n. 1884)
- 1970 - Keen Johnson, politico statunitense (n. 1896)
- 1970 - Frank Moss, calciatore e allenatore di calcio inglese (n. 1909)
- 1970 - Arno Saarinen, ginnasta finlandese (n. 1884)
- 1970 - Ugo Valperga, imprenditore e dirigente sportivo italiano (n. 1910)
- 1971 - Doug Cadwallader, golfista statunitense (n. 1884)
- 1971 - Bobby Neu, cestista statunitense (n. 1917)
- 1971 - Albino Núñez Domínguez, scrittore, pedagogista e poeta spagnolo (n. 1901)
- 1971 - Emy Roeder, scultrice tedesca (n. 1890)
- 1972 - William Campbell, regista e sceneggiatore statunitense (n. 1884)
- 1972 - Nino Cortese, storico italiano (n. 1896)
- 1972 - Walter Lang, regista e sceneggiatore statunitense (n. 1896)
- 1972 - Howard Pixton, aviatore britannico (n. 1885)
- 1973 - Pietro Gerace, calciatore italiano (n. 1903)
- 1974 - Cesare Carlo Baronio, presbitero italiano (n. 1887)
- 1974 - Wawrzyniec Cyl, calciatore polacco (n. 1900)
- 1974 - Arline Judge, attrice statunitense (n. 1912)
- 1974 - Marcello Lucini, giornalista e scrittore italiano (n. 1920)
- 1975 - Nilo, calciatore brasiliano (n. 1903)
- 1976 - Tino Ausenda, ciclista su strada italiano (n. 1919)
- 1976 - Rezső Emődi, calciatore ungherese (n. 1903)
- 1976 - Edward Flynn, pugile statunitense (n. 1909)
- 1976 - William Greggan, tiratore di fune britannico (n. 1882)
- 1976 - Knud Kirkeløkke, ginnasta danese (n. 1892)
- 1976 - Ketty La Rocca, artista italiana (n. 1938)
- 1977 - James Keller, presbitero e missionario statunitense (n. 1900)
- 1977 - Eugenio Angelo Lotti, pittore italiano (n. 1916)
- 1977 - Manuel Soeiro, calciatore portoghese (n. 1909)
- 1978 - Raffaello Brignetti, scrittore italiano (n. 1921)
- 1978 - Dimitrie Cuclin, compositore, insegnante e scrittore rumeno (n. 1885)
- 1978 - Henri Pavillard, calciatore francese (n. 1905)
- 1978 - Francisco Simón Calvet, calciatore spagnolo (n. 1917)
- 1979 - Franz Buxbaum, botanico austriaco (n. 1900)
- 1979 - Cui Wei, attore e regista cinese (n. 1912)
- 1979 - Billy Foulkes, calciatore gallese (n. 1926)
- 1979 - Warren Giles, dirigente sportivo statunitense (n. 1896)
- 1979 - Josef Mengele, medico, militare e criminale di guerra tedesco (n. 1911)
- 1979 - Basso Ragni, pittore italiano (n. 1921)
- 1979 - Charles Seeger, musicologo, compositore e docente statunitense (n. 1886)
- 1980 - Secondo Campini, ingegnere italiano (n. 1904)
- 1980 - Vincenzo Cilento, storico della filosofia italiano (n. 1903)
- 1980 - Eugen Dasović, calciatore jugoslavo (n. 1896)
- 1981 - Hermann Esser, politico e giornalista tedesco (n. 1900)
- 1981 - Paul Mattick, filosofo, sociologo e economista tedesco (n. 1904)
- 1981 - Ákos Tolnay, sceneggiatore e attore ungherese (n. 1903)
- 1982 - Alis Levi, pittrice e scrittrice inglese (n. 1884)
- 1982 - Joseph Reinhardt, chitarrista belga (n. 1912)
- 1982 - Stefano Santamaria, calciatore italiano (n. 1904)
- 1983 - Alfonso Calzolari, ciclista su strada italiano (n. 1887)
- 1983 - El Cobarde, wrestler messicano (n. 1947)
- 1983 - Piero Novelli, paroliere, giornalista e scrittore italiano (n. 1929)
- 1984 - Janaki Ammal, botanica e genetista indiana (n. 1897)
- 1984 - Claire Bauroff, ballerina tedesca (n. 1895)
- 1984 - Gustav Harteneck, generale tedesco (n. 1892)
- 1984 - Gholam Ali Oveissi, generale e politico iraniano (n. 1918)
- 1985 - Matt Monro, cantante inglese (n. 1930)
- 1986 - Cheikh Anta Diop, storico e antropologo senegalese (n. 1923)
- 1986 - Armand Preud'homme, compositore e organista belga (n. 1904)
- 1986 - Dick Southwood, canottiere britannico (n. 1906)
- 1986 - Minoru Yamasaki, architetto statunitense (n. 1912)
- 1987 - John Leypoldt, giocatore di football americano statunitense (n. 1946)
- 1987 - Cristoforo Pezzini, politico italiano (n. 1892)
- 1987 - Claudio Villa, cantante e attore italiano (n. 1926)
- 1987 - Adriaan van Wijngaarden, matematico e informatico olandese (n. 1916)
- 1988 - Lin Carter, scrittore statunitense (n. 1930)
- 1988 - Mario Niccolò Conti, storico, linguista e saggista italiano (n. 1898)
- 1988 - Silvio Gigli, giornalista, conduttore radiofonico e regista italiano (n. 1910)
- 1988 - Renzo Pecchenino, disegnatore cileno (n. 1934)
- 1988 - Antonio Spadavecchia, compositore russo (n. 1907)
- 1989 - Robert Oubron, ciclista su strada e ciclocrossista francese (n. 1913)
- 1989 - Giorgio Petrocchi, critico letterario italiano (n. 1921)
- 1989 - Giuseppe Puca, mafioso italiano (n. 1955)
- 1989 - Gilbert Simondon, filosofo francese (n. 1924)
- 1990 - Gunther Baumann, allenatore di calcio e calciatore tedesco (n. 1921)
- 1990 - Bill Perigo, cestista e allenatore di pallacanestro statunitense (n. 1911)
- 1990 - Alan Perlis, informatico statunitense (n. 1922)
- 1992 - Carla Badiali, pittrice italiana (n. 1907)
- 1992 - Chang Dsu Yao, artista marziale e insegnante cinese (n. 1918)
- 1992 - Buzz Sawyer, wrestler statunitense (n. 1959)
- 1992 - Franco Torti, paroliere e autore televisivo italiano (n. 1927)
- 1993 - Frank Balistrieri, mafioso statunitense (n. 1918)
- 1993 - Duilio Brignetti, pentatleta italiano (n. 1926)
- 1993 - Mario Farinella, scrittore, giornalista e poeta italiano (n. 1922)
- 1993 - Araceli Gilbert, pittrice ecuadoriana (n. 1913)
- 1993 - Nino Leotti, pittore italiano (n. 1919)
- 1993 - Şövkət Ələkbərova, cantante azera (n. 1922)
- 1994 - Witold Lutosławski, compositore e direttore d'orchestra polacco (n. 1913)
- 1994 - Bill McDonald, cestista statunitense (n. 1916)
- 1994 - Stephen Milligan, politico e giornalista britannico (n. 1948)
- 1994 - Charles Richardson, generale britannico (n. 1908)
- 1994 - Sebastiano Rosso, vescovo cattolico italiano (n. 1912)
- 1995 - Antonio Ambrosanio, arcivescovo cattolico italiano (n. 1928)
- 1995 - Massimo Pallottino, archeologo italiano (n. 1909)
- 1996 - Friedrich Anding, militare tedesco (n. 1915)
- 1996 - Roberto d'Austria-Este, austriaco (n. 1915)
- 1996 - Renzo Biasion, pittore, incisore e critico d'arte italiano (n. 1914)
- 1996 - Lidija Korneevna Čukovskaja, scrittrice e poetessa russa (n. 1907)
- 1997 - Allan Edwall, attore, regista e cantante svedese (n. 1924)
- 1997 - Fernando Farulli, pittore e incisore italiano (n. 1923)
- 1997 - Sam DeCavalcante, mafioso statunitense (n. 1912)
- 1997 - Mary Wills, costumista statunitense (n. 1914)
- 1998 - Antonio Scialdone, ammiraglio italiano (n. 1917)
- 1999 - Husayn di Giordania, re giordano (n. 1935)
- 1999 - Pierluigi Lavagnino, pittore italiano (n. 1933)
- 1999 - William Ludwig, sceneggiatore statunitense (n. 1912)
- 1999 - Umberto Maglioli, pilota automobilistico italiano (n. 1928)
- 1999 - Antonio Pacenza, pugile argentino (n. 1928)
- 1999 - Bobby Troup, attore, pianista e cantautore statunitense (n. 1918)
- 2000 - Pavle Bulatović, politico montenegrino (n. 1948)
- 2000 - Stewart Farrar, sceneggiatore e romanziere britannico (n. 1916)
- 2000 - Doug Henning, illusionista canadese (n. 1947)
- 2000 - Big Pun, rapper statunitense (n. 1971)
- 2000 - Shiho Niiyama, doppiatrice giapponese (n. 1970)
- 2000 - Vittorio Parenti, politico e partigiano italiano (n. 1923)
- 2000 - Mildred Wiley, altista statunitense (n. 1901)

## XXI secolo(131)
- 2001 - Ettore Asticelli, poeta italiano (n. 1942)
- 2001 - Jean-Paul Beugnot, cestista francese (n. 1931)
- 2001 - Marianne Breslauer, fotografa tedesca (n. 1909)
- 2001 - Dale Evans, attrice e cantautrice statunitense (n. 1912)
- 2001 - Anne Morrow Lindbergh, scrittrice e aviatrice statunitense (n. 1906)
- 2002 - Giuseppe Bucchia, calciatore italiano (n. 1910)
- 2002 - Jack Fairman, pilota automobilistico inglese (n. 1913)
- 2002 - Alfonso Grassi, pittore italiano (n. 1918)
- 2002 - Tony Pond, pilota di rally britannico (n. 1945)
- 2003 - François Désbonnet, pallanuotista francese (n. 1920)
- 2003 - Luigi Ferrando, ciclista su strada e ciclocrossista italiano (n. 1911)
- 2003 - Augusto Monterroso, scrittore guatemalteco (n. 1921)
- 2004 - Khalid Ishaq, avvocato e giurista pakistano (n. 1926)
- 2004 - Mikheil Korkia, cestista e allenatore di pallacanestro sovietico (n. 1948)
- 2004 - Giovanni Maria Rossi, presbitero, compositore e musicista italiano (n. 1929)
- 2004 - Federico Sordillo, avvocato e dirigente sportivo italiano (n. 1927)
- 2006 - Dürrüşehvar Sultan, principessa ottomana (n. 1914)
- 2006 - Ibrahim Kodra, pittore albanese (n. 1918)
- 2006 - Gérald Piaget, cestista svizzero
- 2006 - Alberto Terry, calciatore peruviano (n. 1929)
- 2007 - Giuseppe Adami, arbitro di calcio italiano (n. 1915)
- 2007 - John Watson Aldridge, scrittore statunitense (n. 1922)
- 2007 - Frankie Laine, cantante statunitense (n. 1913)
- 2007 - Alan G. MacDiarmid, chimico neozelandese (n. 1927)
- 2007 - Fred Mustard Stewart, scrittore statunitense (n. 1932)
- 2007 - Dennis Uphill, calciatore inglese (n. 1931)
- 2008 - Hugo Bagnulo, allenatore di calcio e calciatore uruguaiano (n. 1915)
- 2008 - Ignazio Baldelli, linguista e filologo italiano (n. 1922)
- 2008 - Andrew Bertie, storico e religioso britannico (n. 1929)
- 2008 - Salvo Monica, scultore italiano (n. 1917)
- 2008 - Bruno Peretti, ciclista su strada italiano (n. 1940)
- 2009 - Jan Bachleda, sciatore alpino polacco (n. 1951)
- 2009 - Pia Fontana, scrittrice e drammaturga italiana (n. 1949)
- 2009 - Joe Haverty, calciatore irlandese (n. 1936)
- 2009 - Jack Cover, fisico e inventore statunitense (n. 1920)
- 2009 - Jorge Reyes, musicista messicano (n. 1952)
- 2010 - Franco Ballerini, ciclista su strada e dirigente sportivo italiano (n. 1964)
- 2010 - André Kolingba, politico centrafricano (n. 1936)
- 2010 - Raffaele Rossi, politico italiano (n. 1923)
- 2010 - William Tenn, autore di fantascienza britannico (n. 1920)
- 2011 - Maria Altmann, imprenditrice austriaca (n. 1916)
- 2011 - Buddy Cate, cestista e allenatore di pallacanestro statunitense (n. 1926)
- 2011 - Brian Gallagher, calciatore inglese (n. 1938)
- 2011 - George Edward Stanley, scrittore statunitense (n. 1942)
- 2012 - Maria Chessa Lai, poetessa italiana (n. 1922)
- 2012 - Devy Erlih, violinista e docente francese (n. 1928)
- 2012 - Harry Keough, allenatore di calcio e calciatore statunitense (n. 1927)
- 2012 - Sergio Larrain, fotografo cileno (n. 1931)
- 2013 - Vincenzo Carollo, politico italiano (n. 1920)
- 2013 - Glyn Davies, calciatore e allenatore di calcio inglese (n. 1932)
- 2013 - Howard Lassoff, cestista statunitense (n. 1955)
- 2013 - Krsto Papić, sceneggiatore e regista croato (n. 1933)
- 2013 - Elvi Svendsen, nuotatrice danese (n. 1920)
- 2013 - Jürgen Untermann, filologo e epigrafista tedesco (n. 1928)
- 2014 - Daniel J. Harrington, presbitero, biblista e teologo statunitense (n. 1940)
- 2014 - Murray Mendenhall, cestista e allenatore di pallacanestro statunitense (n. 1925)
- 2014 - Maurizio Pagani, politico italiano (n. 1936)
- 2014 - Luciano Serra, scrittore italiano (n. 1920)
- 2014 - Camille Wagner, calciatore lussemburghese (n. 1925)
- 2015 - Joseph Gaydos, politico statunitense (n. 1926)
- 2015 - Éric Jourdan, scrittore francese (n. 1938)
- 2015 - Sali Kelmendi, politico e ingegnere albanese (n. 1947)
- 2015 - Gian Carlo Riccardi, artista, pittore e regista teatrale italiano (n. 1933)
- 2015 - Marshall Rosenberg, psicologo statunitense (n. 1934)
- 2015 - Renato Rustico, calciatore italiano (n. 1925)
- 2015 - Dean Smith, cestista e allenatore di pallacanestro statunitense (n. 1931)
- 2016 - Juliette Benzoni, scrittrice francese (n. 1920)
- 2016 - Luigi Ferrari Bravo, giurista italiano (n. 1933)
- 2017 - Svend Asmussen, violinista e cantante danese (n. 1916)
- 2017 - Valeriu Bularcă, lottatore rumeno (n. 1931)
- 2017 - Giuseppe Colli, scrittore e poeta italiano (n. 1924)
- 2017 - Sotsha Dlamini, politico swati (n. 1940)
- 2017 - Smail Hamdani, politico algerino (n. 1930)
- 2017 - Richard Hatch, attore statunitense (n. 1945)
- 2017 - Alec McCowen, attore britannico (n. 1925)
- 2017 - Feodora Orel, cestista sovietica (n. 1942)
- 2017 - Gianfranco Plenizio, compositore, pianista e direttore d'orchestra italiano (n. 1941)
- 2017 - Hans Rosling, medico e statistico svedese (n. 1948)
- 2017 - Karl Skerlan, calciatore austriaco (n. 1940)
- 2017 - Steve Sumner, calciatore inglese (n. 1955)
- 2017 - Cvetan Todorov, filosofo e saggista bulgaro (n. 1939)
- 2017 - Roger Walkowiak, ciclista su strada francese (n. 1927)
- 2018 - Brahim Akhiat, scrittore e attivista berbero (n. 1941)
- 2018 - John Perry Barlow, poeta, saggista e attivista statunitense (n. 1947)
- 2018 - Mario Ciocchetti, educatore, bibliotecario e giornalista italiano (n. 1921)
- 2018 - Mickey Jones, attore e musicista statunitense (n. 1941)
- 2018 - Bruno Pace, calciatore e allenatore di calcio italiano (n. 1943)
- 2018 - Pat Torpey, batterista statunitense (n. 1953)
- 2019 - John Dingell, politico e avvocato statunitense (n. 1926)
- 2019 - Albert Finney, attore inglese (n. 1936)
- 2019 - Heidi Mohr, calciatrice tedesca (n. 1967)
- 2019 - Jan Olszewski, avvocato polacco (n. 1930)
- 2019 - Domenico Pellegrino, politico italiano (n. 1927)
- 2019 - Frank Robinson, giocatore di baseball e allenatore di baseball statunitense (n. 1935)
- 2019 - Sylvia Ruuska, nuotatrice statunitense (n. 1942)
- 2020 - Freek van der Lee, calciatore olandese (n. 1935)
- 2020 - Li Wenliang, oculista cinese (n. 1985)
- 2020 - Nexhmije Pagarusha, cantante lirica e attrice kosovara (n. 1933)
- 2020 - Brian Pilkington, calciatore inglese (n. 1933)
- 2020 - Joseph D. Sneed, fisico e filosofo statunitense (n. 1938)
- 2020 - Ann E. Todd, attrice statunitense (n. 1931)
- 2020 - Grazia Volpi, produttrice cinematografica italiana (n. 1941)
- 2021 - Jean Josselin, pugile francese (n. 1940)
- 2021 - Robert J. Lagomarsino, politico statunitense (n. 1926)
- 2021 - Leslie Laing, velocista giamaicano (n. 1925)
- 2021 - Mario Osbén, calciatore cileno (n. 1950)
- 2021 - Giuseppe Rotunno, direttore della fotografia italiano (n. 1923)
- 2021 - Moufida Tlatli, regista, sceneggiatrice e montatrice tunisina (n. 1947)
- 2022 - Margarita Lozano, attrice spagnola (n. 1931)
- 2022 - Pietro Plescan, pittore e incisore italiano (n. 1929)
- 2022 - Federico Sanguigni, regista radiofonico e direttore del doppiaggio italiano (n. 1930)
- 2022 - Douglas Trumbull, regista, produttore cinematografico e effettista statunitense (n. 1942)
- 2023 - František Cipro, calciatore e allenatore di calcio cecoslovacco (n. 1947)
- 2023 - Daniel Defert, filosofo, sociologo e attivista francese (n. 1937)
- 2023 - Almut Eggert, attrice e doppiatrice tedesca (n. 1937)
- 2023 - Friedel Lutz, calciatore tedesco (n. 1939)
- 2023 - Mario Pesce, calciatore italiano (n. 1942)
- 2023 - Oleksandr Radčenko, calciatore ucraino (n. 1976)
- 2023 - Alfredo Rizzo, mezzofondista e siepista italiano (n. 1933)
- 2023 - Anthony C. Thiselton, presbitero e teologo britannico (n. 1937)
- 2023 - Luc Winants, scacchista belga (n. 1963)
- 2023 - Pio d'Emilia, giornalista italiano (n. 1954)
- 2024 - Luigi Arienti, ciclista su strada e pistard italiano (n. 1937)
- 2024 - Alfredo Castelli, fumettista e critico letterario italiano (n. 1947)
- 2024 - Maria Fida Moro, politica italiana (n. 1946)
- 2024 - Vladyslav Rykov, aviatore e militare ucraino (n. 1993)
- 2025 - Giancarlo Canetti, calciatore italiano (n. 1946)
- 2025 - Dafydd Elis-Thomas, politico gallese (n. 1946)
- 2025 - Toomas Leius, tennista sovietico (n. 1941)
- 2025 - Tony Roberts, attore statunitense (n. 1939)
- 2025 - José María Suárez, calciatore argentino (n. 1951)

## Senza anno specificato(1)
- Massimo di Nola, vescovo e santo romano